# Андроповський район
Андроповський район (рос. Андроповский район) — адміністративна одиниця Росії, Ставропольський край. До складу району входять 11 сільських поселень.

## Історія
Район утворений в лютому 1924 року з волостей і сіл частини колишнього Олександрівського повіту Ставропольської губернії.
| Росія | Це незавершена стаття з географії Росії. Ви можете допомогти проєкту, виправивши або дописавши її. |